# أوزان ملك
أوزان ملك هي قرية في مقاطعة أرومية، إيران. عدد سكان هذه القرية هو 475 في سنة 2006.